# Make It Rain
Make It Rain (на български: Нека вали) е песен на северноирландския музикант Фой Ванс. Тя става известна във версията на Ед Шийрън през 2014 г., когато е използвана в телевизионния сериал „Синовете на анархията“. Две допълнителни версии на тази песен се класират в Съединените щати, след като са изпълнени в „The Voice“. Един кавър от Мат Макандрю през 2014 г. и друг от Корин Хоторн през 2015 г.

## Версия на Ед Шийрън
Записът на Ед Шийрън на песента е използван в предпоследния епизод на сезон 7 на телевизионния сериал Sons of Anarchy.  Шийрън е запален фен на музиката за сериала и говори за това в Туитър. Когато създателят на шоуто Кърт Сътър прочита туита, той предлага Шийрън да запише песен за един от епизодите. Тъй като Шийрън е на турне именно с Фой Ванс по това време и тъй като една от песните на Ванс („Make It Rain“) започва с текста „Когато греховете на баща ми тежат в душата ми“, Шийрън решава, че е подходяща за сериала и с одобрението на Ванс записва песента, използвана впоследствие в епизода „Red Rose“, излъчен на 2 декември 2014 г.